# Инцидент с Богатенковым
Инцидент с Богатенковым (яп. ボガチョンコフ事件) — шпионский скандал с участием приписанного к ГРУ армейского чина Виктора Богатенкова, разразившийся после обнародования фактов о сборе им информации, касающейся Морских сил самообороны Японии.

## Обстоятельства
Информацию Богатенков получал от бывшего офицера морских сил самообороны Сигэхиро Хагисаки, являвшегося экспертом-русистиком и ранее служившего шкипером на входящем в состав морских сил самообороны корабле снабжения «JS Towada», но перевёвшегося на работу на суше (для ухода за своим смертельно больным сыном) в штабе базы морских сил самообороны Курэ, находившейся в ведении 1-й флотилии подводных лодок, затем с 1997 работавшего в военной академии Бодай, а именно в магистратуре исследований в области безопасности (яп. 総合安全保障研究科), где он занимался исследованиями ВМС СССР. Тогда на службе впервые и вступил в контакт с Богатенковым на симпозиуме по международной безопасности (яп. 安全保障国際シンポジウム), в январе 1999 проведённым Национальным институтом оборонных исследований.
Богатенков начал находить с ним общий язык, когда тот сильно увлёкся религией, начал оказывать тому моральную поддержку и завёл с ним дружбу. Также он лично приехал на похороны сына японца, когда тот умер, где вместе оплакивали его смерти. Морально подавленный несчастьем Хагисаки стал чувствовать себя лучше благодаря проводимому с Богатенковым временем. Тогда-то он и стал передавать Богатенкову секретные документы и различные военные инструктажи в ходу у JSDF.
В 1999 году отдел иностранных дел начал уголовное расследование проведённого на борту эсминца банкета во время симпозиума. Отделом иностранных дел (то есть по преступлениям, совершённым иностранцами) отдела по вопросам безопасности полиции префектуры Канагава, наблюдавшие за ним, заметили, что Богатенков вступил в разговор с Хагисаки и установили за японцем слежку. К тому времени им уже удалось вычислить, что Богатенков офицер-ГРУшник, поэтому следили за всеми контактировавшими с ним японцами.
Информация о Хагисаки была доведена до сведения Отдела безопасности Национального полицейского агентства Японии, для расследования был создан совместный отдел Бюро общественный безопасности Токийского полицейского департамента и Отделом иностранных дел Полиции префектуры Канагава. Хагисаки и Богатенков встречались исключительно в самом Токио, поэтому именно токийская полиция во время одной из проверок в отношении японца и вскрылся факт перемещения секретных документов. 7 сентября 2000 Богатенков с Хагисаки вошли в один из баров Минато (Токио) (Хамамацутё), где Хагисаки передал Богатенкову документы. Тут же туда ворвались 50 офицеров полиции и окружили их. Японец был арестован с поличным сразу же.
Запрос добровольно проследовать с полицией на допрос Богатенков оставил без внимания, воспользовавшись своим статусом дипломата, поэтому просто покинул место преступления, когда за ним явились сотрудники российского посольства. По прибытии он доложил о произошедшем и 9 мая в 12:28 по местному времени вылетел из аэропорта Нарита в Москву рейсом Аэрофлота №582.
По итогу работы Богатенкову удалось незаконно добыть десятки документов, включая информацию о структуре Национального университета оборонных исследований, о военной тактике, о перспективных системах связи морских сил самообороны, что было отражено в плане развития национальной обороны, а также информацию о базирующихся в Японии силах США. В ответ он выплатил за них японцу в общей сложности 580 тысяч иен.

## Суд
27 сентября Токийский окружной суд начал разбирательство обстоятельств дела. Тот полностью признал вину и, в то время как адвокат-консультант настаивал на дисциплинарном увольнении, попросил о вердикте в виде условного срока. 7 марта 2001 суд вынес решение о высокой тяжести содеянного и в октябре присудил японцу за нарушение Закона о силах самообороны приговор без отсидки и принудительные работы. Тот подал апелляцию о согласии с обвинением, но не с приговором, и таки получил срок.

## Последствия
Министерство обороны Японии уволило 52 сотрудника, включая административного вице-министра обороны Кэна Сато. Министр обороны Японии Кадзуо Торасима символически отказался от пятой доли своей месячной зарплаты.
Безопасность секретной документации Минобороны, как выяснилось, была скомпрометирована, ведь любой офицер подходящего ранга мог просто отксерить их. В 2001 был приняты новые поправки в законодательство касаемо выдачи оборонных секретов. В 2003 во всех видах сил самообороны (сухопутные, морские, воздушные) были созданы отделы контрразведки, чья деятельность была направлена на предотвращение утечек. 1 августа 2009 эти разрозненные подразделения были реорганизованы в одно единое, прямо подотчётное министру обороны.
Россия несмотря на поимку с поличным вину не признала и пригрозилась высылкой официальных лиц в ответ.